# Lauperswil
Lauperswil es una comuna suiza del cantón de Berna, situada en el distrito administrativo del Emmental. Limita al norte con la comuna de Rüderswil, al noreste con Trachselwald, al este con Langnau im Emmental, al sur con Signau, y al oeste con Landiswil, Arni bei Biglen y Oberthal. Lauperswil tiene un área, a partir de 2009, de 21,21 km² (8,19 millas cuadradas).
Hasta el 31 de diciembre de 2009 situada en el distrito de Signau.